# Тяншански смърч
Тяншански смърч (Picea schrenkiana tianschanica) е подвид на иглолистното дърво Picea schrenkiana от рода Смърч. Характерен е за района на Тян Шан и Джунгарски Алтау, разположени на територията на Киргизстан и Казакстан. Среща се на надморска височина от 1300 до 3000 метра.

## Ботаническо описание
Дърветата достигат височина до 60 метра, а диаметърът на ствола до 2 метра. Средната продължителност на живота им е 250 – 300 години. Короната е цилиндрична или със слабо изразена пирамидална форма. Кореновата система е повърхностна. Игличките са разположени радиално. Плодът е шишарка и се размножават със семена, разнасяни от вятъра. Плодоносенето започва от 10 до 60-годишна възраст и зависи от условията на растеж на дървото.